# Karuho Shiina
Karuho Shiina (椎名軽穂 Shiina Kahuro?) es una mangaka japonesa. Su obra más conocida, Kimi ni Todoke, ganó el premio al mejor shōjo de la versión 32 del concurso Kodansha Manga Award y fue nominada para el premio Manga Taishō en el 2008. Debido a su éxito, Kimi ni Todoke fue adaptada a una serie de anime y a una adaptación de acción real.

## Obras

### Primer volumen de historias
- Analog Apaato - 1996
- Orange Apartment - 1997 (sequel of Analog Apaato)
- Stand by Me - 1998
- Garakuta Planet - 1999
- Ibitsu na Hoshi no Katachi - 1999
- Hi ga Kuretemo Aruiteru - 2001
- Sakura Ryou March - 2001
- Koi ni Ochiru - 2002
- Ashita wa Docchi da - 2002
- Aoi Futari - 2003
- Mayuge no Kakudo wa 45° de - 2013 (capítulo único, crossover de "Aozora Yell" y "Kimi ni Todoke")

## Obras de larga duración
- Crazy for You - 6 volúmenes, 2003-2005
- Kimi ni Todoke - 29 + volúmenes, 2006-2017

### Otras
- Kimi ni Todoke - 10+ volúmenes, libro, autor: Shirai Kanako 2011- actualidad
- kimi ni Todoke - 13+ volúmenes, novela, autor: Shimokawa Kanae, 2007- actualidad
- Kimi ni Todoke - 1 volumen aparte, novela, autor: Shimokawa Kanae, 2009